# Ашик
Ашикът (на турски: aşik) е костица от глезена на агне или козле, наподобяваща зар, особена с това, че има четири устойчиви положения върху хоризонтална равнина. Традиционно използвана в детски игри за сръчност с вариращи правила спрямо местата, където се играела. Победителят печелел ашиците на победените.
Играта „на ашици“ се нарича още „игра на кокалче“ или „тура“ (в Тръстеник, Северна България) и е традиционна игра за Гергьовден.
Анатомичният термин за „ашик“ е астрагал (или астрагалус). Анатомичният аналог се нарича скочна кост. С този термин археолозите обозначават намираните при разкопки ашици, които се оказват характерен погребален дар в Самотраки. При разкопките на Варненския енеолитен некропол, в гроб №36, археолозите откриват единствения по рода си модел на ашик, изработен от злато. Предметът, разглеждан от учените като пример за „царски жребий“, посредством който играчът-късметлия бил определян за избраник на боговете независимо от личните му качества, е причисляван към групата на останалите царски инсигнии.